# Saint-Bonnet-lès-Allier
Saint-Bonnet-lès-Allier är en kommun i departementet Puy-de-Dôme i regionen Auvergne-Rhône-Alpes i centrala Frankrike. Kommunen ligger i kantonen Vertaizon som tillhör arrondissementet Clermont-Ferrand. År 2022 hade Saint-Bonnet-lès-Allier 426 invånare.

## Befolkningsutveckling
Antalet invånare i kommunen Saint-Bonnet-lès-Allier
| Referens: INSEE |